# ایرم، هلند
ایرم (به هلندی: Erm) یک منطقهٔ مسکونی در هلند است که در کوفوردن واقع شده‌است. ایرم ۴۲۰ نفر جمعیت دارد.